# Залежь

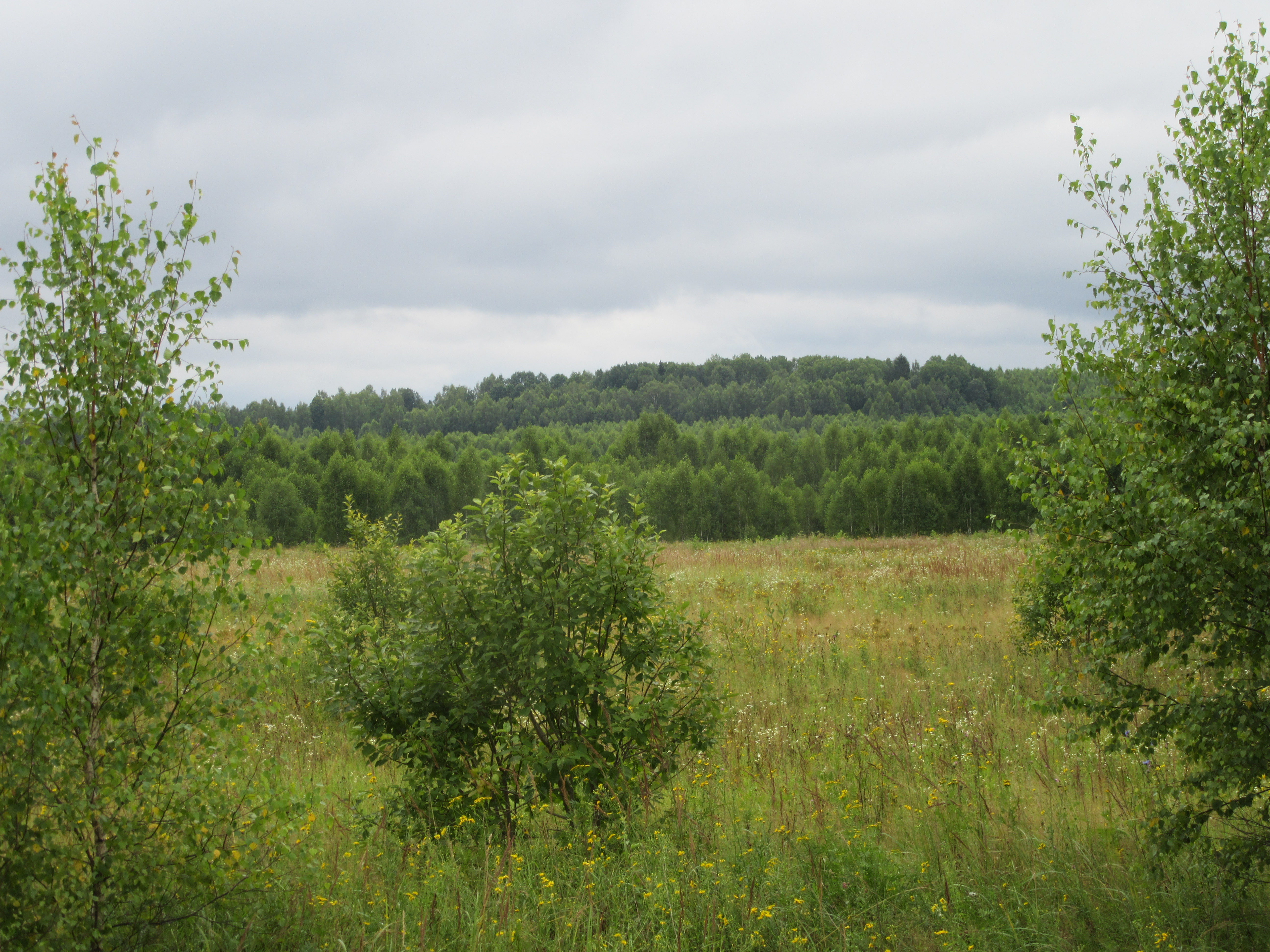
Старый перелог в Калужской области

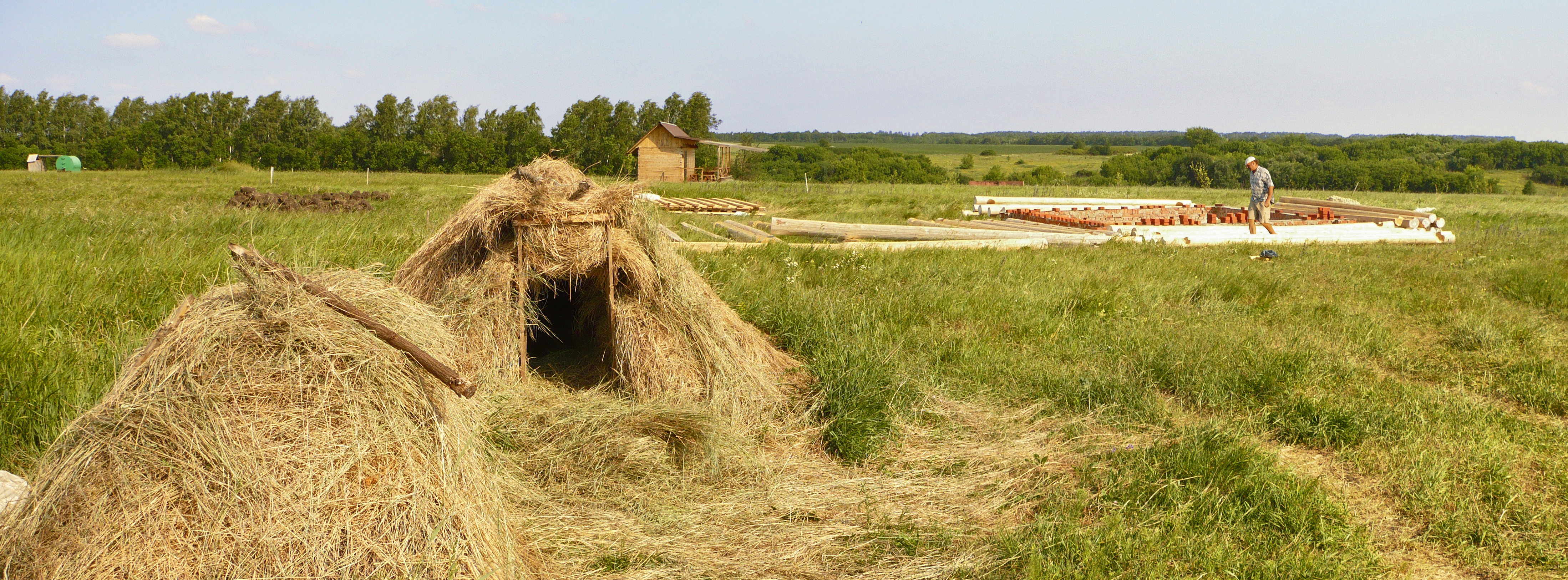
Сено на перелоге (пырей)

За́лежь, за́лежи — сельскохозяйственные угодья, ранее использовавшиеся как пашня, но не используемые больше года, начиная с осени, под посев сельскохозяйственных культур и под пар. 
Залежь представляет собой пример вторичной (восстановительной) сукцессии. В первые два — три года пашня зарастает одно- и двулетними растениями, в последующие пять — 7 лет — корневищными растениями, которые затем сменяются рыхлокустовыми и плотнокустовыми злаками. С возрастом залежи влажность постепенно падает, приближаясь к влажности степных целин, а параллельно этому происходит процесс смены мезофильной растительности залежей более ксерофильной целинно-степной. На залежах накапливается органическое вещество, образуется дернина, почва становится более плотной и структурной.

## Синонимы и частные случаи
При залежной системе земледелия часть пашни в степных районах периодически оставлялась под залежи. Это восстанавливало плодородие почвы и помогало бороться с сорняками. Обработка залежей заключается в глубокой вспашке плугами с предплужниками с последующей обработкой дисковыми орудиями. Кратковременная залежь в степных районах называется перелогом, в лесостепных — залогом.
Перело́г (от перележивать — лежать слишком долго) — заросшая дикой растительностью и молодыми деревьями, задернованная пахотная земля, не обрабатываемая в течение 8—20 лет подряд. После 30 лет передерживания перелог превращается в пустошь и не отличается от целины, то есть его освоение происходит так же, как пахота на новых землях. В трехпольном хозяйстве перелогом называется земля под паром, не засеваемая 1 и 2 года намеренно, для восстановления запасов перегноя и роста плодородия. На перелоге увеличивается видовое разнообразие и количество птиц.

## Стадии развития перелога
Различают несколько стадий развития перелога:
- бурьяновый — формируется в первый год оставления земли, когда нераспаханная и незасеянная земля зарастает бурьяном, однолетними и многолетними сорняками — лабазником (таволгой)[6], репейником, крапивой, дрёмой, дымянкой, плевелом и болиголовом.
- пырейный — образуется на второй год оставления пашни. Осенью первого года перелога корневая система бурьяновых сорняков пронизывает почву, поэтому на второй год она интенсивно увлажняется осадками. Эти условия благоприятны для роста пырея, который вытесняет прочую сорную траву. На этой стадии особенно эффективно использование перелога для сенных покосов. Пырейная стадия существует 7—10 лет.
- тонконоговый — наступает через 8—11 лет, когда рыхлокустовые злаки (тимофеевка, костёр, житняк) вытесняют пырей. Длительность стадии: 10—15 лет
- типцовый — наступает через 18—26 лет, когда все питательные вещества почвы переходят в органическое состояние. На такой почве могут расти только плотнокустовые злаки — типцы.

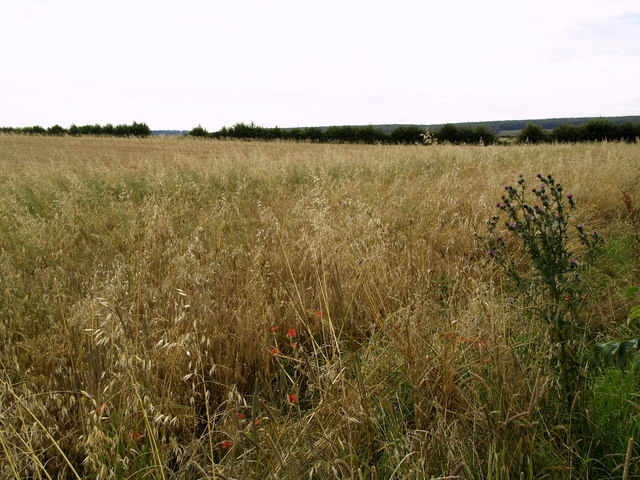
Перелог в Англии

- Перелог в Англииковыльная степь или целина — следующая стадия развития типцового перелога на чернозёмных почвах.

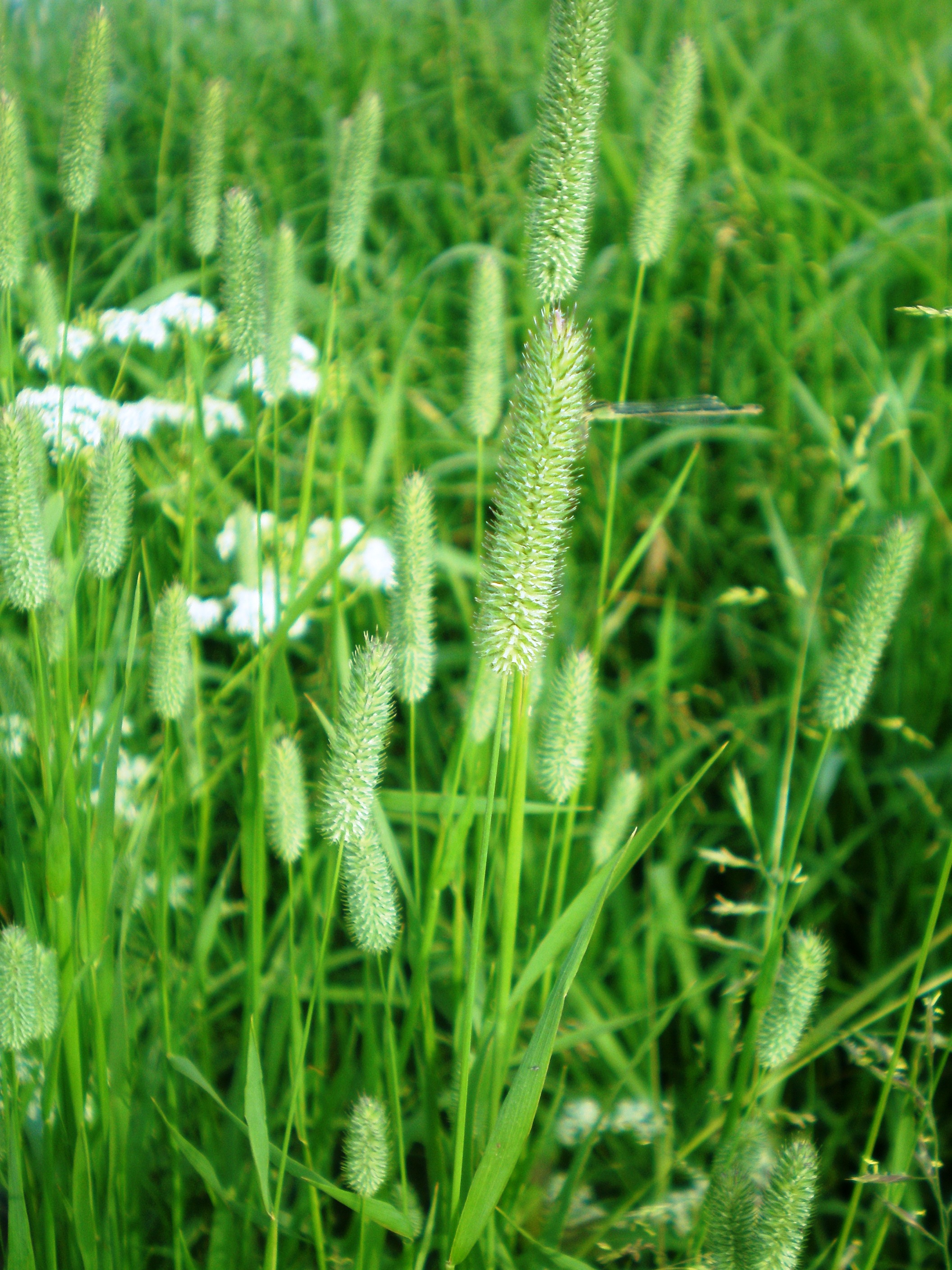
Тимофеевка

Распаханный пырейный перелог называется мягким перелогом, типцовый — твёрдым.

## Примеры упоминаний
(пус) Законе, пашни перелогом десят чети в поле а в дву по тому ж, обжа, лѣсу поверстного бору и болота в длину на версту, а поперег на пол версты, обжа— Новооткрытые документы поместно-вотчинных учреждений Московского государства XV—XVII столетий.
В примере пус — пустошь, десят чет — десять четвертей в одном поле трёхпольной системы, в дву по тому ж — ещё два раза по столько же в двух других полях, которые остаются под паром; то есть общая площадь трёхполья — 30 четвертей повёрстного леса и болота на пустоши, то есть всего 0,5 квадратных вёрст. Обжа — мера площади.
В новгородских берестяных грамотах термин перелог встречается с начала XV века.